# 유전스
유전스(usance)는 수입 외화 대금의 지불을 일정 기간 상대방으로 하여금 기다리도록 하는 제도이다. 파운드 유전스, 달러 유전스 등이 있다.
중세 은행에서 "usance"는 환어음을 목적지에서 상환할 수 있을 때까지 관습에 따라 설정된 기간을 나타낸다.